# Wallace Stegner
Wallace Earle Stegner, född 18 februari 1909 i Lake Mills i Iowa, död 13 april 1993 i Santa Fe i New Mexico, var en amerikansk historiker, författare och ekologist.
Utgivet på svenska: Vad jag bevarat 2017

## Biografi
Stegner föddes i Lake Mills, Iowa och växte upp i Great Falls, Montana, Salt Lake City, Utah och södra Saskatchewan, som han skrev om i sin självbiografi Wolf Willow.  Han tog examen vid University of Utah 1930.
Stegner undervisade vid University of Wisconsin och Harvard University. Slutligen hamnade han vid Stanford University, där han grundade programmet för kreativt skrivande. Bland de studenter han undervisat finns bland andra Sandra Day O'Connor och Ken Kesey. 
Stegner avled i Santa Fe, New Mexico den 13 april 1993, efter skador som han ådrog sig i en bilolycka den 28 mars samma år. 
Hans son, Page Stegner, är författare och professor vid University of California, Santa Cruz.

## Verk
Stegners roman Angle of Repose vann Pulitzerpriset för skönlitteratur 1972, och var direkt baserad på Mary Hallock Footes brev (senare utgiven som memoaren A Victorian Gentlewoman in the Far West). Stegner vann även National Book Award för The Spectator Bird 1977. Under det sena 1980-talet vägrade han att ta emot en medalj från National Endowment for the Arts eftersom han ansåg att NEA hade blivit alltför politiskt.
Bland hans fackböcker kan nämnas "Beyond the Hundredth Meridian: John Wesley Powell and the Second Opening of the West" (1954), en biografi över John Wesley Powell, den första som utforskade Colorado River genom Grand Canyon och hans efterföljande karriär som forskare och förkämpe för vattenmiljön i Amerikanska västern.
En övervägande del av hans verk utspelar sig i och runt Greensboro, Vermont, där han delvis bodde. En del av hans karaktärer (speciellt i Second Growth) var ganska osmickrande varför invånare kände sig förolämpade, och han besökte inte Greensboro under flera år efter det.

### Utgivet på svenska
- Sabrina (1962)
- Till livets lov (1968)
- ’’Vad jag bevarat’’ (2017)

## Priser och utmärkelser
- Pulitzerpriset för skönlitteratur 1972 för Angle of Repose